# Siergiej Rumiancew (komunista)
Siergiej Stiepanowicz Rumiancew (ros. Сергей Степанович Румянцев, ur. 1906, zm. 1969) – radziecki polityk, zastępca członka KC KPZR (1952-1956).
Od 1929 członek WKP(b), 1939-1940 sekretarz Chabarowskiego Krajowego Komitetu WKP(b) ds. kadr, od 17 października 1940 do czerwca 1942 II sekretarz tego komitetu. 1942-1943 I sekretarz amurskiego Komitetu Obwodowego WKP(b), od grudnia 1943 do stycznia 1943 I sekretarz Komitetu Obwodowego WKP(b) w Omsku, później inspektor KC WKP(b). Od czerwca 1951 do 1955 I sekretarz Komitetu Obwodowego WKP(b)/KPZR w Wielkich Łukach, od 14 października 1952 do 14 lutego 1956 zastępca członka KC KPZR. Deputowany do Rady Najwyższej ZSRR 2 i 4 kadencji. Odznaczony Orderem Czerwonego Sztandaru Pracy.